# Saint-Front-sur-Nizonne
Saint-Front-sur-Nizonne (okzitanisch Sent Front de Champs Niers) ist eine französische Gemeinde mit 166 Einwohnern (Stand 1. Januar 2022) im Norden des Départements Dordogne in der Region Nouvelle-Aquitaine. Sie gehört zum Arrondissement Nontron, zum Kanton Périgord Vert Nontronnais und zum Gemeindeverband Périgord Nontronnais. Die Einwohner werden als Saint-Frontois bzw. Saint-Frontoises bezeichnet.

## Etymologie
Der Name der Gemeinde Saint-Front-sur-Nizonne leitet sich ab vom Heiligen Fronto (Sanctus Fronto) und vom Fluss Nizonne. Die nordokzitanische Bezeichnung Champs Niers bedeutet schwarze Felder und spielt auf den fruchtbaren Boden an.

## Geographie

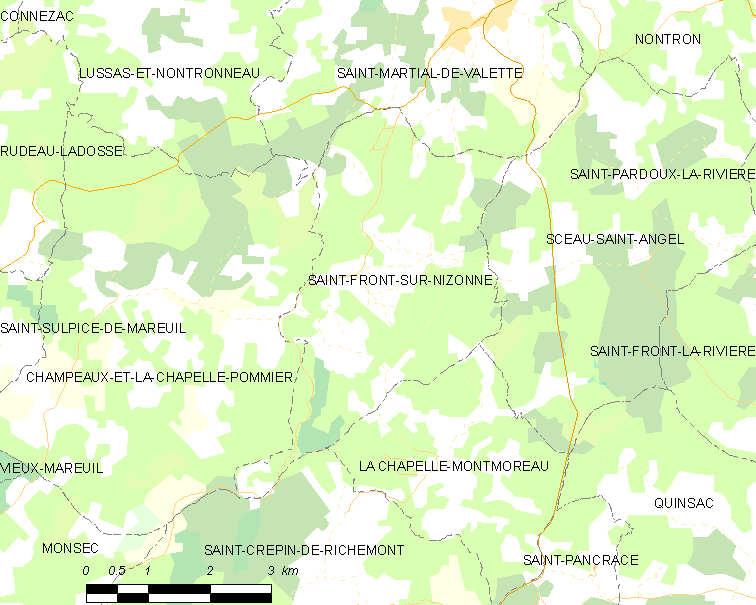
Lagekarte von Saint-Front-sur-Nizonne

Saint-Front-sur-Nizonne liegt knapp sechs Kilometer südsüdwestlich von Nontron und 32 Kilometer nördlich von Périgueux.
Die Gemeinde wird von folgenden fünf Nachbargemeinden umgeben:
|                                                                | Saint-Martial-de-Valette                                 |                        |
| Mareuil en Périgord (vormals Champeaux-et-la-Chapelle-Pommier) | Kompassrose, die auf Nachbargemeinden zeigt              | Sceau-Saint-Angel      |
|                                                                | Brantôme en Périgord (vormals Saint-Crépin-de-Richemont) | La Chapelle-Montmoreau |

Zum Gemeindegebiet von Saint-Front-sur-Nizonne gehören folgende Weiler, Gehöfte, ein Gut und Geländepunkte:
Bobastanchas, Bois des Charrets, Bois du Grand Clos, Brissonneau, Domaine de Bagatelle, Ferme de Bagatelle, Eyport, Filoine, Forêt de Puyberaud, Grands Taillis, La Chaise, La Croix, Laugeas, Le Lac du Couteau, Le Meynot, Le Repaire, Les Grandes Terres, Les Grands Bois, Les Landes du Lac Nègre, Les Mines, Les Nouailles, Les Pouges, Puybaronneau und Puyberaud.
Der topographisch tiefste Punkt des Gemeindegebietes liegt mit 153 Metern über dem Meer an der Nizonne im Westen, der höchste Punkt mit 263 Metern bei Brissoneau (Gemeindegrenze zu Sceau-Saint-Angel) im äußersten Nordosten. Die maximale Höhendifferenz beträgt 110 Meter. Der Ortskern befindet sich auf 176 Meter Meerhöhe.

### Verkehrsanbindung
Am Westrand der Gemeinde verläuft die D 84 von Nontron nach Verteillac. Kurz vor Überqueren der Nizonne zweigt nach links eine Kommunalstraße ab, die nach Osten zum Ortskern führt. Den Ortskern verlassen zwei Kommunalstraßen in Richtung Norden; sie stellen beide eine Verbindung nach Saint-Martial-de-Valette her, wobei die rechte zur D 675 (Nontron – Brantôme) abzweigt. Vom Ortskern geht ferner eine Kommunalstraße nach Süden ab, die entweder zur D 84 zurückführt oder nach La Chapelle-Montmoreau bzw. nach Saint-Crépin-de-Richemont abbiegt.

### Bodenbedeckung

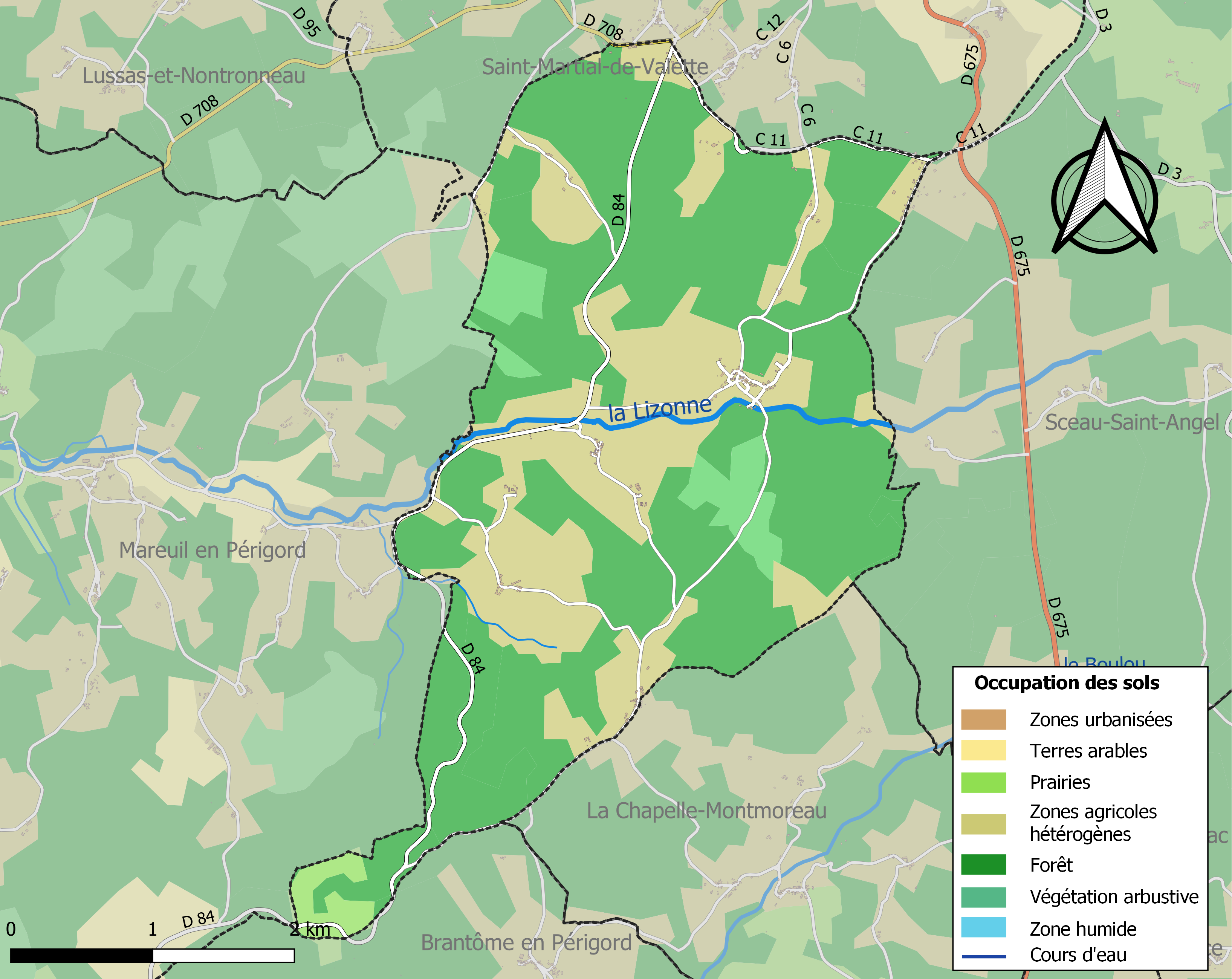
Bodenbedeckung in Saint-Front-sur-Nizonne

Die Bodenbedeckung der Gemeinde Saint-Front-sur-Nizonne schlüsselt sich im Jahr 2018 gemäß der europäischen Datenbank CORINE Land Cover (CLC) wie folgt auf:
- Wälder – 64,3 %
- heterogene landwirtschaftliche Nutzung – 30,2 %
- Wiesen – 1,3 %
- Buschwerk – 4,2 %

Die Wälder und seminaturellen Ländereien stehen 2018 eindeutig im Vordergrund. Sie sind mit 68,5 % gegenüber 1990 (68,6 %) nur minimal zurückgegangen.

## Klima
Saint-Front-sur-Nizonne besitzt ein abgeschwächtes ozeanisches Klima, das sich durch folgende Parameter auszeichnet:
| Klimaparameter im Zeitraum 1971–2000 - Jahresmittel: 11,8 °C - Anzahl der Tage unter −5 °C: 3,3 - Anzahl der Tage oberhalb 30 °C: 6,7 - Maximum im Tages-Temperaturunterschied: 15,0 °C - Jahresniederschlag: 958 mm - Niederschlagstage im Januar: 12,9 - Niederschlagstage im Juli: 7,4 |

Durch den Klimawandel zeichnen sich Erhöhungen im Jahresmittel ab, die sich bereits auch bemerkbar machen. So ist beispielsweise an der 63 Kilometer entfernt gelegenen Wetterstation am Flughafen von Limoges-Bellegarde das langjährige Jahresmittel von 11,2 °C für 1971–2000 über 11,4 °C für 1981–2010 auf 11,8 °C für 1991–2020 angestiegen – ein Zuwachs um 0,6 °C innerhalb von 20 Jahren.

## Hydrographie

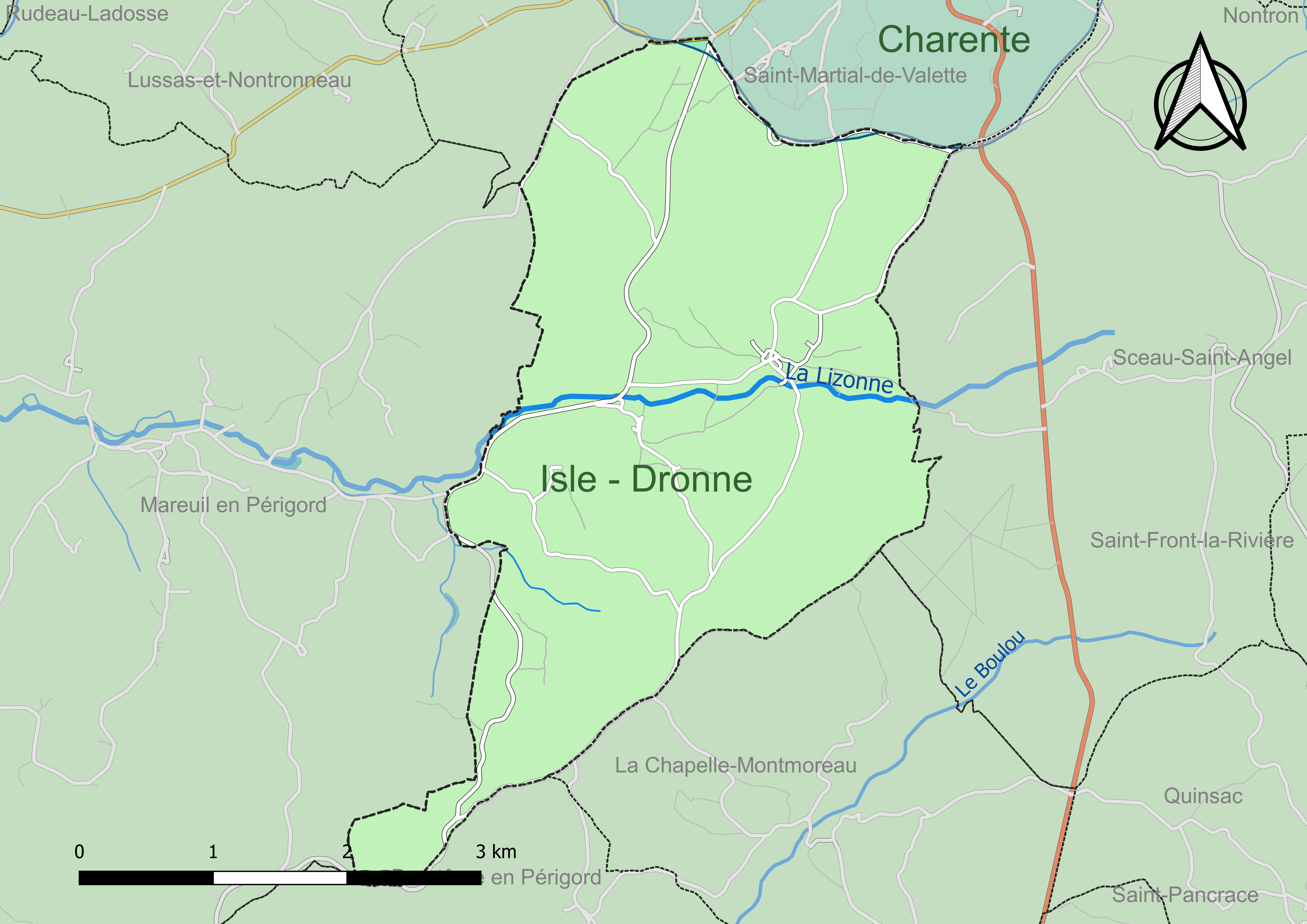
Hydrographische Karte von Saint-Front-sur-Nizonne

Das Gemeindegebiet wird in etwa mittig von der Nizonne (im Unterlauf auch Lizonne genannt) in westlicher Richtung durchflossen. Der Oberlauf der Nizonne ist zu Weihern aufgestaut. Der Fluss besitzt zwei rechte und mehrere kleine linke Seitentäler, die aber als Trockentäler angelegt sind und nur bei größeren Niederschlägen im Winterhalbjahr auch Wasser führen. Eine Ausnahme bildet das letzte linke Seitental im Südwesten – Grenzbach zu Champeaux-et-la-Chapelle-Pommier. In die Schotter der Nizonne wurde bei Puybaronneau eine Bohrung niedergebracht, die jetzt die Trinkwasserversorgung des Kantons aufrechterhält.
Die Nizonne gehört zum Flusssystem Isle-Dronne.
Die Nordgrenze des Gemeindegebiets zu Saint-Martial-de-Valette bildet die Wasserscheide zum Bandiat, der in Richtung Charente entwässert.
Die Gesamtlänge des Entwässerungsnetzes beträgt 4 Kilometer.

## Geologie

Geologische Karte von Saint-Front-sur-Nizonne

Die Gemeinde Saint-Front-sur-Nizonne wird im Norden und Süden von Höhenrücken begrenzt, die an der Oberfläche von pleistozänem Alluvium und Kolluvium fluviatilen Ursprungs verhüllt werden (Formationen Ac und Acf). Anstehendes Gestein (Sedimente des nordöstlichen Aquitanischen Beckens) tritt nur im Nizonnetal sowie in kleineren Vorkommen am nördlichen und südlichen Höhenrücken auf. Am nördlichen Höhenrücken finden sich als stratigraphisch tiefstliegende Einheit bei Bobastanchas feinkörnige, beigefarbene Oolithkalke des Oxfordiums (Dogger). Darüber transgredierendes Cenomanium erscheint an der Nordgrenze bei Rapevache.  Die Nizonne hat flachliegende Kalke des Turoniums (Ligérien und unteres Angoumien) freigelegt.
Am südlichen Höhenrücken bei Le Lac du Couteau, Filoine und Bagatelle stehen Vorkommen von gesteinsbildenden Flussschottern an (Formation HF), die möglicherweise ein eozänes Alter besitzen. Sie sind nur der Beginn eines sehr ausgedehnten fossilen Flusssystems, das sich bis kurz vor Léguillac-de-Cercles in Südwestrichtung ausdehnt. Es verdeutlicht eine deutlich erhöhte Erosionstätigkeit im Massif Central zum damaligen Zeitpunkt. Ein vergleichbares, etwa 20 Meter mächtiges Vorkommen aus Seesedimenten und Flussschottern (mit wahrscheinlich eozänem/oligozänem Sidérolithique) überdeckt auch den Höhenrücken um Les Landes. Auf der Höhenlage um Brissonneau finden sich altpleistozäne Sande und Kiese mit Quarzgeröllen (Formation Fs).
Im Tal der Nizonne liegt Alluvium  der Würm-Kaltzeit und des Holozäns (Formation K). Das kleine linke Seitental der Nizonne südlich von Puyberaud wird von Kalkhangschutt aus der letzten Eiszeit verfüllt (Formation GP).

## Ökologie

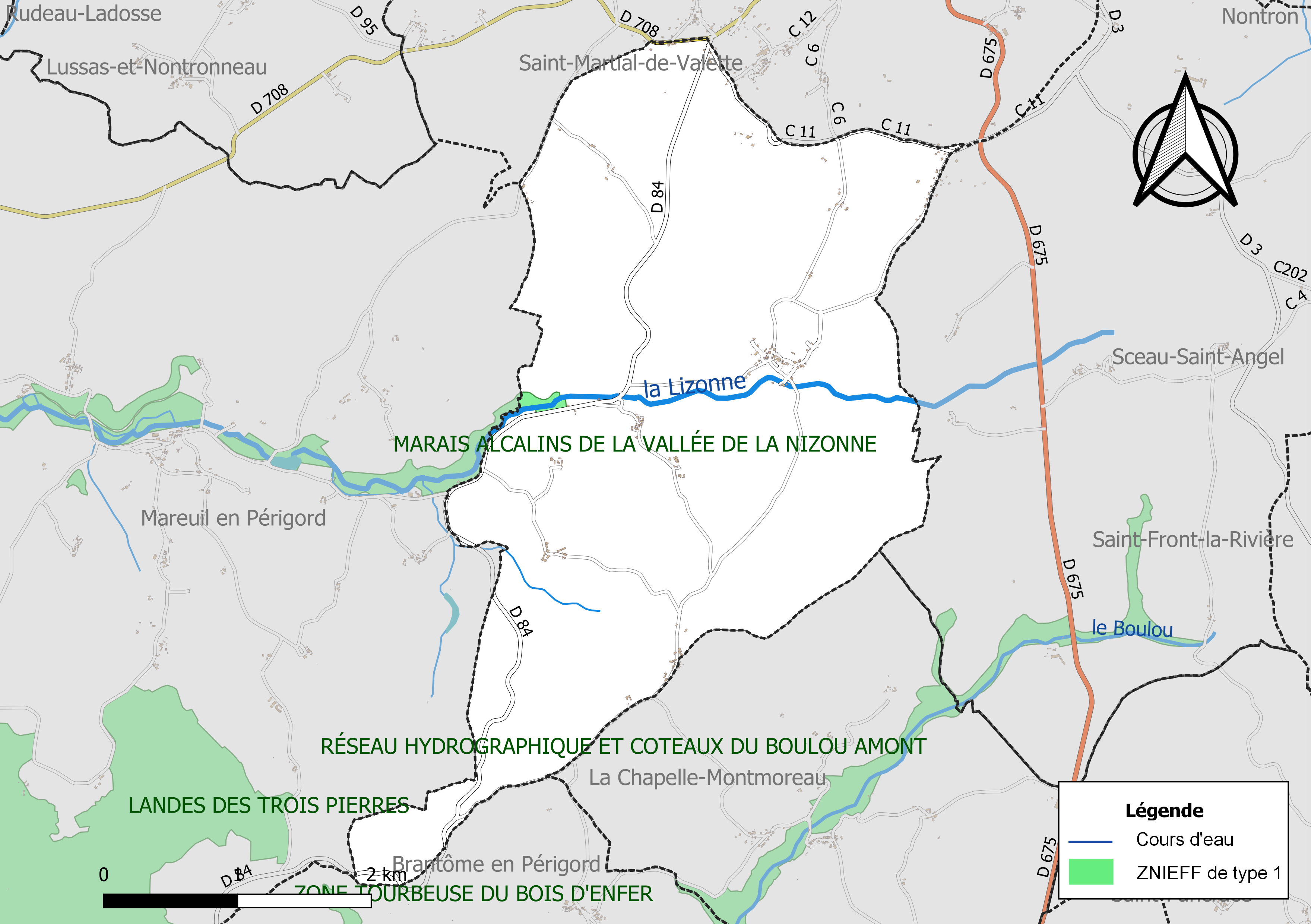
Schutzgebiet des Typus 1

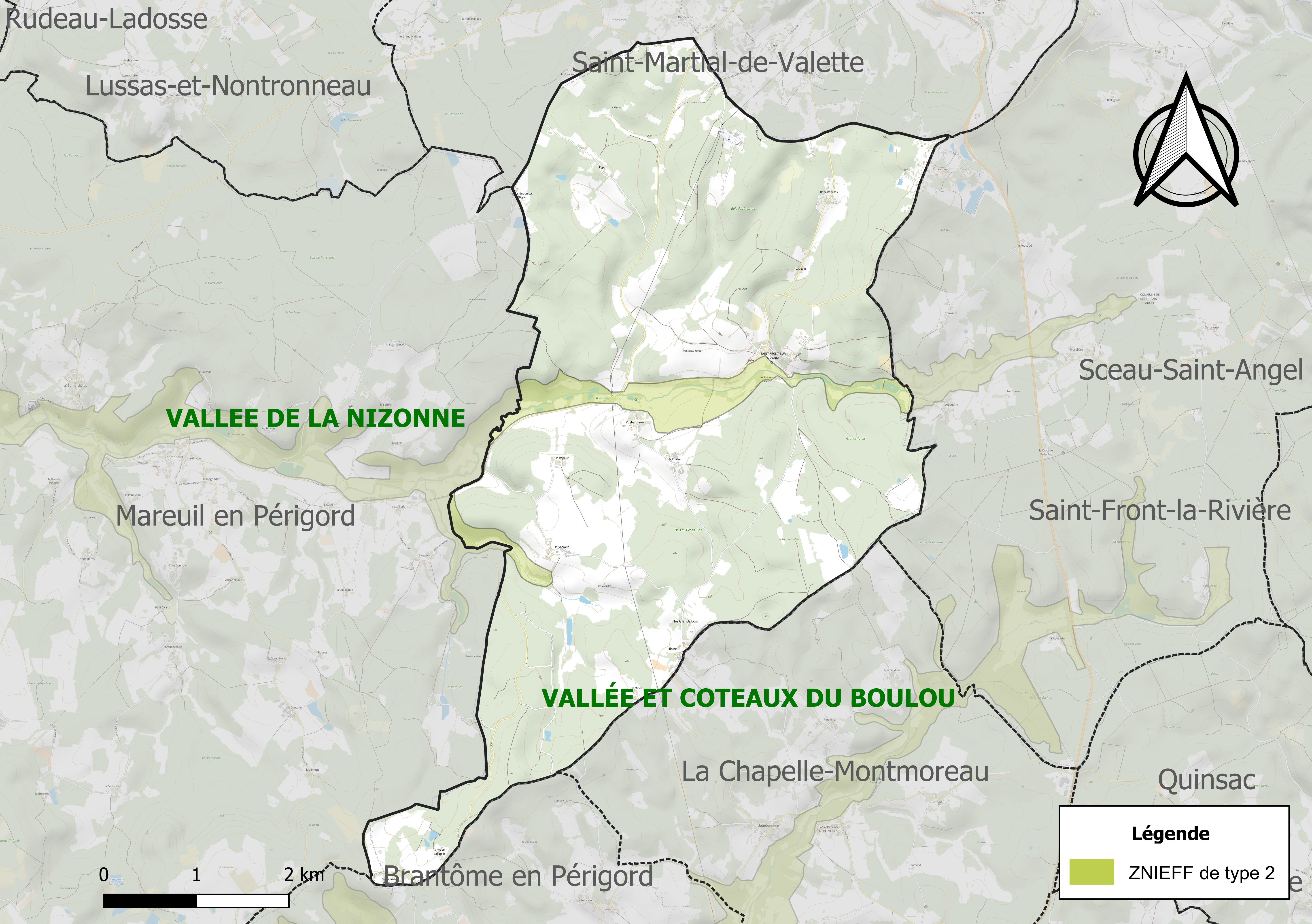
Schutzgebiete des Typus 2

### Naturpark
Die Gemeinde Saint-Front-sur-Nizonne bildet einen integralen Bestandteil des Regionalen Naturparks Périgord-Limousin.

### Schutzgebiete
Die Nizonne mit ihren Feuchtniederungen bildet kurz vor Verlassen des Gemeindegebiets ein regional bedeutendes Ökotop, das als ZNIEFF (Französisch zone naturelle d'interêt écologique, faunistique et floristique) des Typus 1 ausgewiesen wurde. Es trägt die Bezeichnung Marais alcalins de la vallée de la Nizonne (alkalische Sümpfe des Nizonne-Tals).
Folgende zwölf Tierarten sind hier charakteristisch: Helm-Azurjungfer (Coenagrion mercuriale), Kreuzenzian-Ameisenbläuling (Phengaris rebeli), Heller Wiesenknopf-Ameisenbläuling (Phengaris teleius), Europäische Sumpfschildkröte (Emys orbicularis), Gekielter Flussfalke (Oxygastra curtisii), Großer Feuerfalter (Lycaena dispar), Stromtal-Wiesenvögelchen (Coenonympha oedippus), Französische Keiljungfer (Gomphus graslinii), Fischotter (Lutra lutra), Europäischer Laubfrosch (Hyla arborea), Marmormolch (Triturus marmoratus) und Europäischer Nerz (Mustela lutreola). Hinzu kommen die typischen 5 Pflanzenarten Schachblume (Fritillaria meleagris), Lungen-Enzian (Gentiana pneumonanthe), Gelbe Wiesenraute (Thalictrum flavum), Gewöhnliches Pfeilkraut (Sagittaria sagittifolia) und Verkannter Wasserschlauch (Utricularia australis). Neben diesen Indikator-Taxa werden aber noch 160 weitere Tierarten und 156 weitere Pflanzenarten angetroffen.
Darüber hinaus stehen das gesamte Nizonne-Tal und ihr linker Seitenarm als ZNIEFF des Typus 2 unter Schutz. Die Bezeichnung lautet Vallée de la Nizonne. In diesem Schutzgebiet finden sich 250 unterschiedliche Taxa, wovon 30 als ausschlaggebend angesehen werden. Darunter 20 Säugetierarten, 7 Insektenarten, 2 Amphibienarten und eine Reptilart.
Das gesamte Nizonne-Tal fällt außerdem unter Natura 2000.

## Geschichte
Beim Gut Domaine de Bagatelle befinden sich Überreste einer Römerstraße. Die romanische Kirche im Ortskern von Saint-Front-sur-Nizonne stammt aus dem 12. Jahrhundert. Le Repaire ist eine mittelalterliche Residenz aus der Mitte des 13. Jahrhunderts.
Die Gemeinde trug in Übereinstimmung mit der okzitanischen Bezeichnung bis 1793 den Namen Saint Front de Champnier, 1801 wurde die Schreibweise dann zu Saint-Front-de-Champnier abgeändert. Die heutige Bezeichnung besteht seit 1912.

## Bevölkerungsentwicklung
| Jahr | Einwohner |  |
| 1962 | 145       |  |
| 1968 | 94        |  |
| 1975 | 95        |  |
| 1982 | 91        |  |
| 1990 | 122       |  |
| 1999 | 133       |  |
| 2006 | 138       |  |
| 2007 | 138       |  |
| 2012 | 151       |  |
| 2016 | 157       |  |
| 2017 | 157       |  |
| 2019 | 162       |  |

Quelle: INSEE
Saint-Front-sur-Nizonne hat in den 1960er Jahren ein Drittel seiner Bevölkerung verloren. Die Bevölkerungszahlen sind jedoch seit 1982 wieder am Ansteigen und haben mittlerweile ihr altes Niveau sogar übertroffen.

## Präsidentschaftswahlen 2022
| Kandidaten                       | Kandidaten            | Parteien                      | Parteien            | 1. Wahlgang | 1. Wahlgang | 2. Wahlgang | 2. Wahlgang |
| Kandidaten                       | Kandidaten            | Parteien                      | Parteien            | Stimmen     | %           | Stimmen     | %           |
| -------------------------------- | --------------------- | ----------------------------- | ------------------- | ----------- | ----------- | ----------- | ----------- |
|                                  | Emmanuel Macron       | En marche !                   | EM                  | 19          | 17,27 %     | 49          | 52,69 %     |
|                                  | Marine Le Pen         | Front national                | FN                  | 31          | 28,18 %     | 44          | 47,31 %     |
|                                  | Jean-Luc Mélenchon    | Front de gauche               | FDG                 | 26          | 23,64 %     |             |             |
|                                  | Éric Zemmour          | Reconquête                    |                     | 4           | 3,64 %      |             |             |
|                                  | Valérie Pécresse      | Les Républicains              | LR                  | 3           | 2,73 %      |             |             |
|                                  | Jean Lassalle         | Résistons !                   | R                   | 7           | 6,36 %      |             |             |
|                                  | Anne Hidalgo          | Parti socialiste              | PS                  | 0           | 0,00 %      |             |             |
|                                  | Fabien Roussel        | Parti communiste français     | PC                  | 9           | 8,18 %      |             |             |
|                                  | Nicolas Dupont-Aignan | Debout la République          | DLR                 | 5           | 4,54 %      |             |             |
|                                  | Yannick Jadot         | Europe Écologie-Les Verts     | EELV                | 3           | 2,73 %      |             |             |
|                                  | Nathalie Arthaud      | Lutte Ouvrière                | LO                  | 1           | 0,91 %      |             |             |
|                                  | Philippe Poutou       | Nouveau Parti anticapitaliste | NPA                 | 2           | 1,82 %      |             |             |
|                                  |                       |                               |                     |             |             |             |             |
| Gesamt                           | Gesamt                | Gesamt                        | Gesamt              | 110         | 100 %       | 93          | 100 %       |
|                                  |                       |                               |                     |             |             |             |             |
| Gültige Stimmen                  | Gültige Stimmen       | Gültige Stimmen               | Gültige Stimmen     | 110         | 97,35 %     | 93          | 84,55 %     |
| Ungültige Stimmen                | Ungültige Stimmen     | Ungültige Stimmen             | Ungültige Stimmen   | 3           | 2,65 %      | 17          | 15,45 %     |
| Wahlbeteiligung                  | Wahlbeteiligung       | Wahlbeteiligung               | Wahlbeteiligung     | 113         | 82,48 %     | 110         | 80,29 %     |
| Enthaltungen                     | Enthaltungen          | Enthaltungen                  | Enthaltungen        | 24          | 17,52 %     | 27          | 19,71 %     |
| Registrierte Wähler              | Registrierte Wähler   | Registrierte Wähler           | Registrierte Wähler | 137         |             | 137         |             |
|                                  |                       |                               |                     |             |             |             |             |
| Quelle: Ministère de l'Intérieur |                       |                               |                     |             |             |             |             |

Die Präsidentschaftswahlen 2022 in Saint-Front-sur-Nizonne konnte Emmanuel Macron für sich entscheiden.

## Wirtschaft
Am Nordrand des Gemeindegebietes von Saint-Front-sur-Nizonne befindet sich in pleistozänen Sanden die zentrale Müllsammelstelle (französisch Déchetterie) des Kantons Périgord Vert Nontronnais.

### Beschäftigung
Im Jahr 2015 betrug die erwerbsfähige Bevölkerung zwischen 15 und 64 Jahren 73 Personen bzw. 46,5 % der Gesamtbevölkerung. Seit 2010 ist die Zahl der Arbeitslosen von 4 auf 8 angestiegen und die Arbeitslosenquote liegt somit jetzt bei 11,0 %.

### Unternehmen
Am 31. Dezember 2015 waren 23 Unternehmen in Saint-Front-sur-Nizonne ansässig, davon 12 im Sektor Handel, Transport oder Dienstleistungen, 4 in der Industrie, 3 im Baugewerbe, 2 im Sektor Verwaltung, Bildung, Gesundheit oder Soziales und 2 in Landwirtschaft, Forsten und Fischerei.

## Sehenswürdigkeiten
- Romanische Kirche Saint-Front aus dem 12. Jahrhundert
- mittelalterliche Residenz Le Repaire aus dem 13. Jahrhundert
- Gut Domaine de Bagatelle, teilweise aus dem 17. Jahrhundert
- Gut Puyberaud, Anfang 18. Jahrhundert
- Herrenhaus im Ortskern

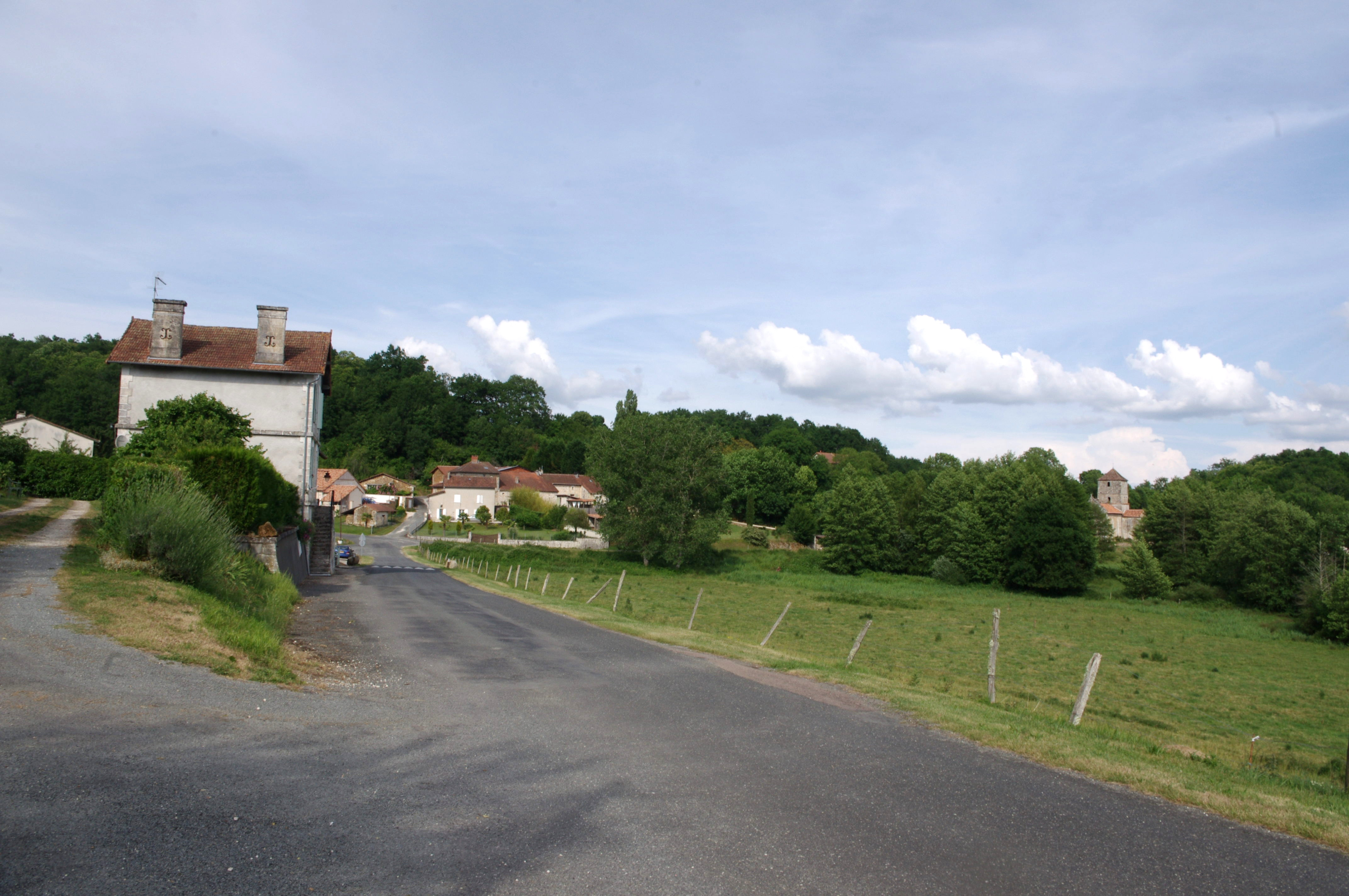
Ortsansicht von Westen
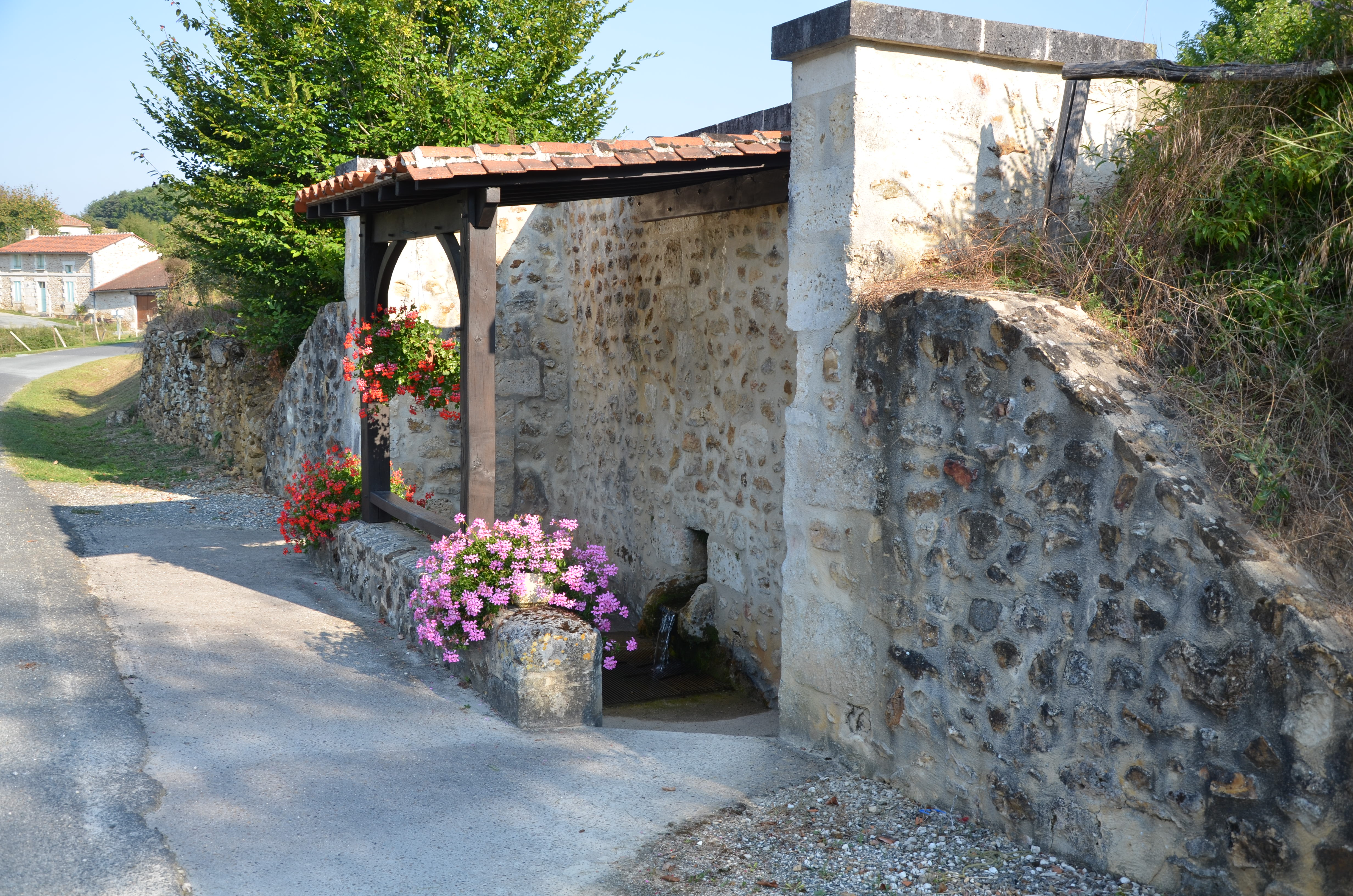
Quelle
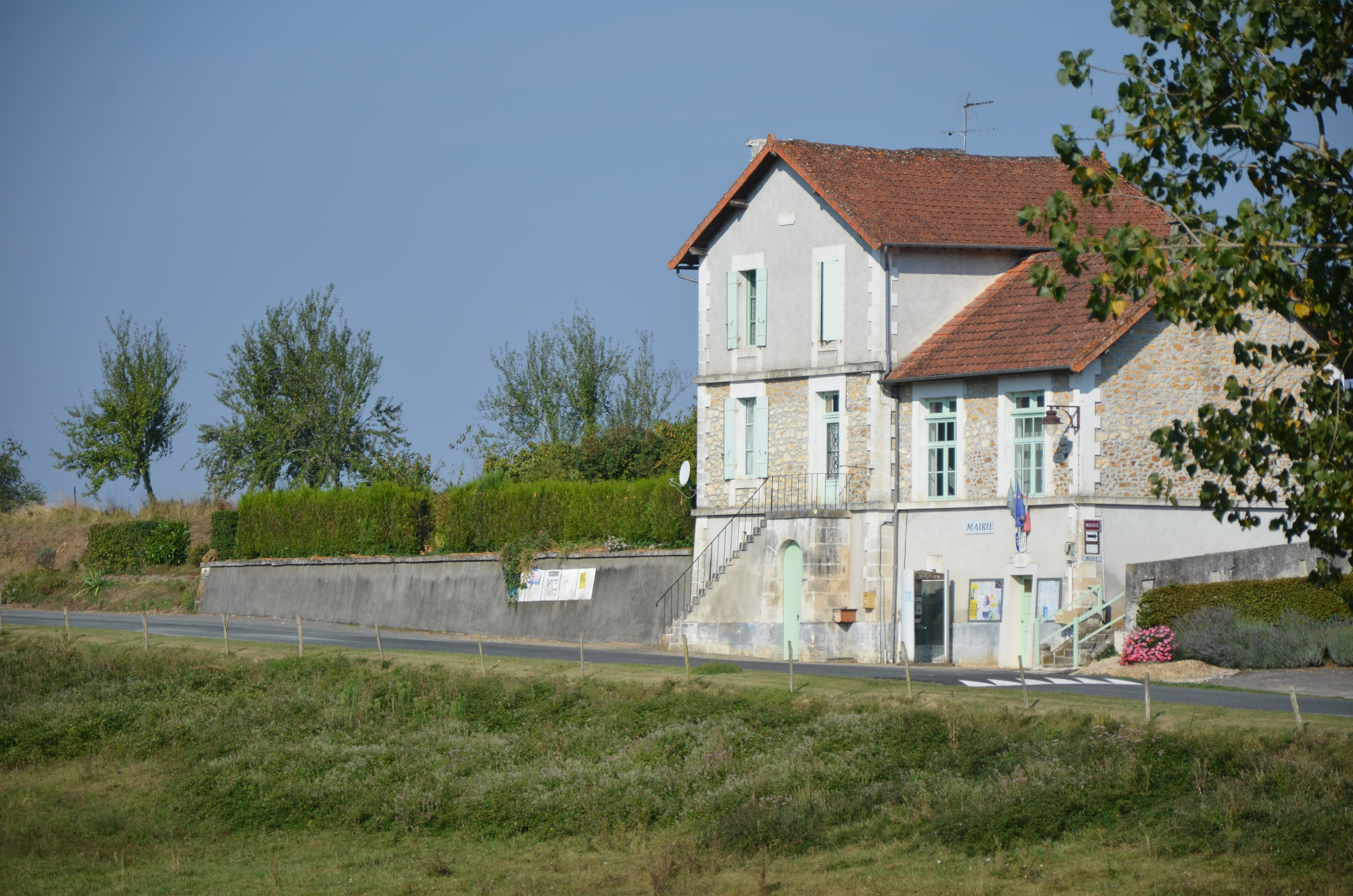
Rathaus (Mairie)
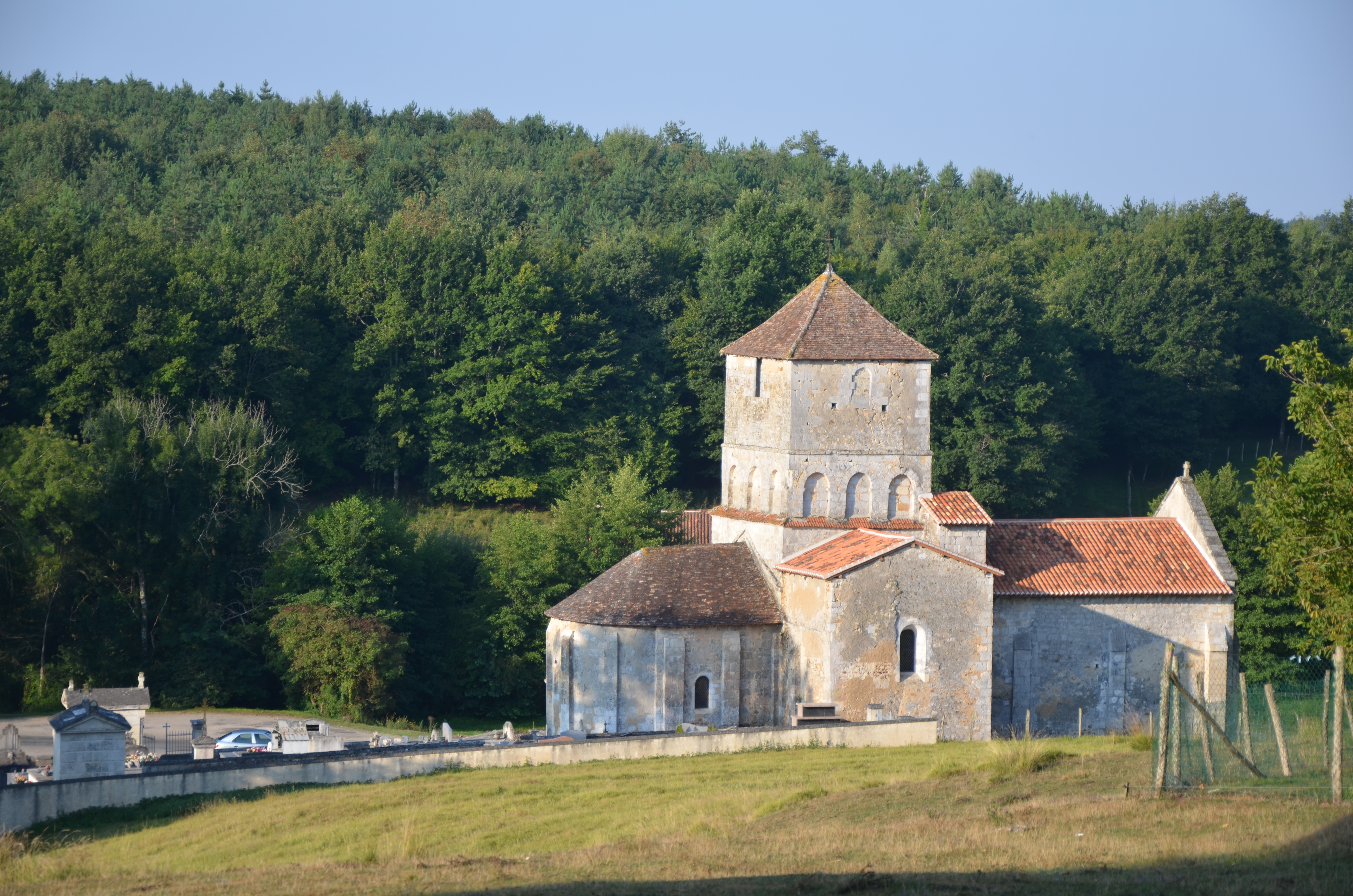
Die Kirche Saint-Front von Nordost
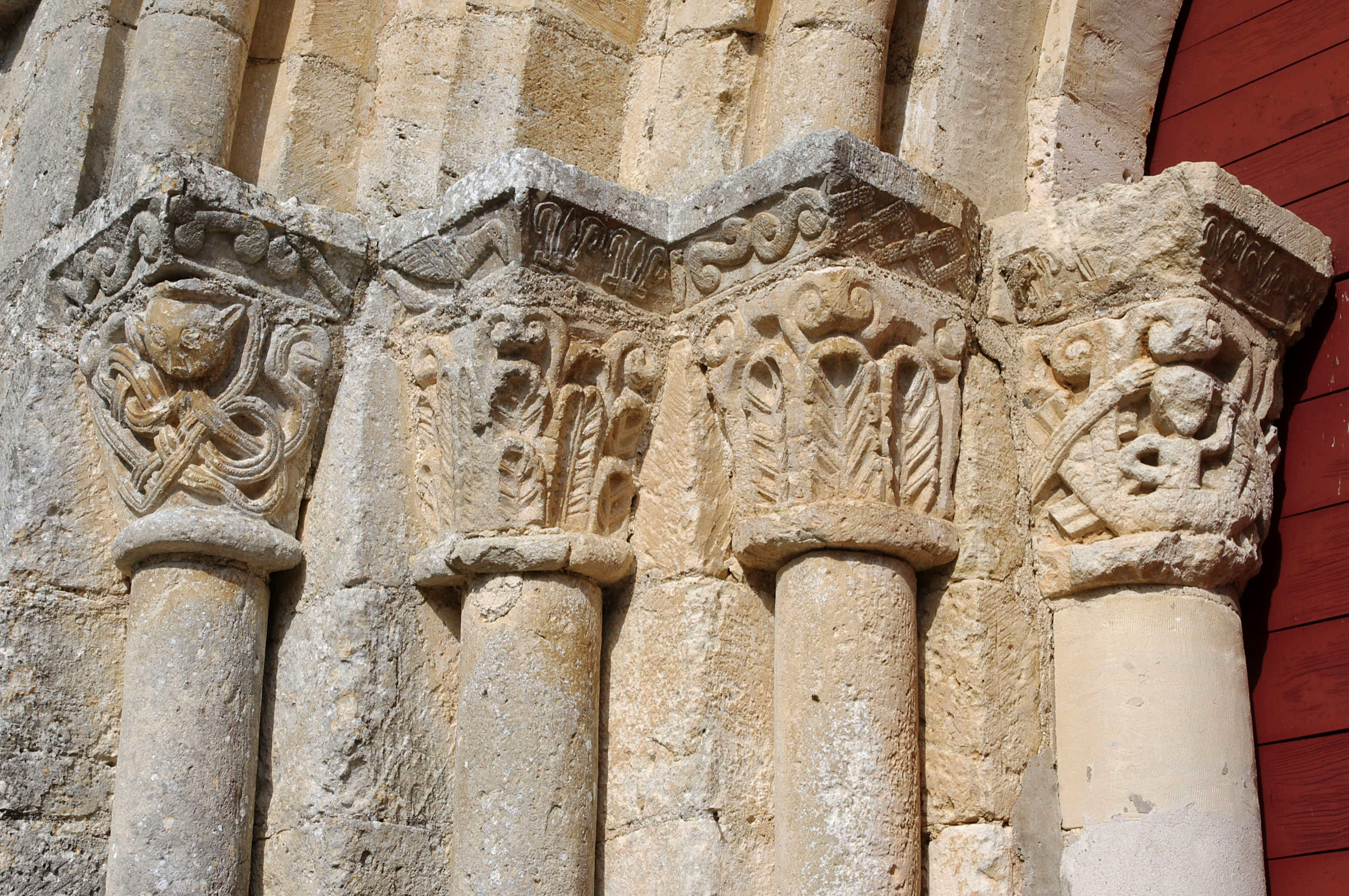
Kapitelle am Eingangsportal von Saint-Front
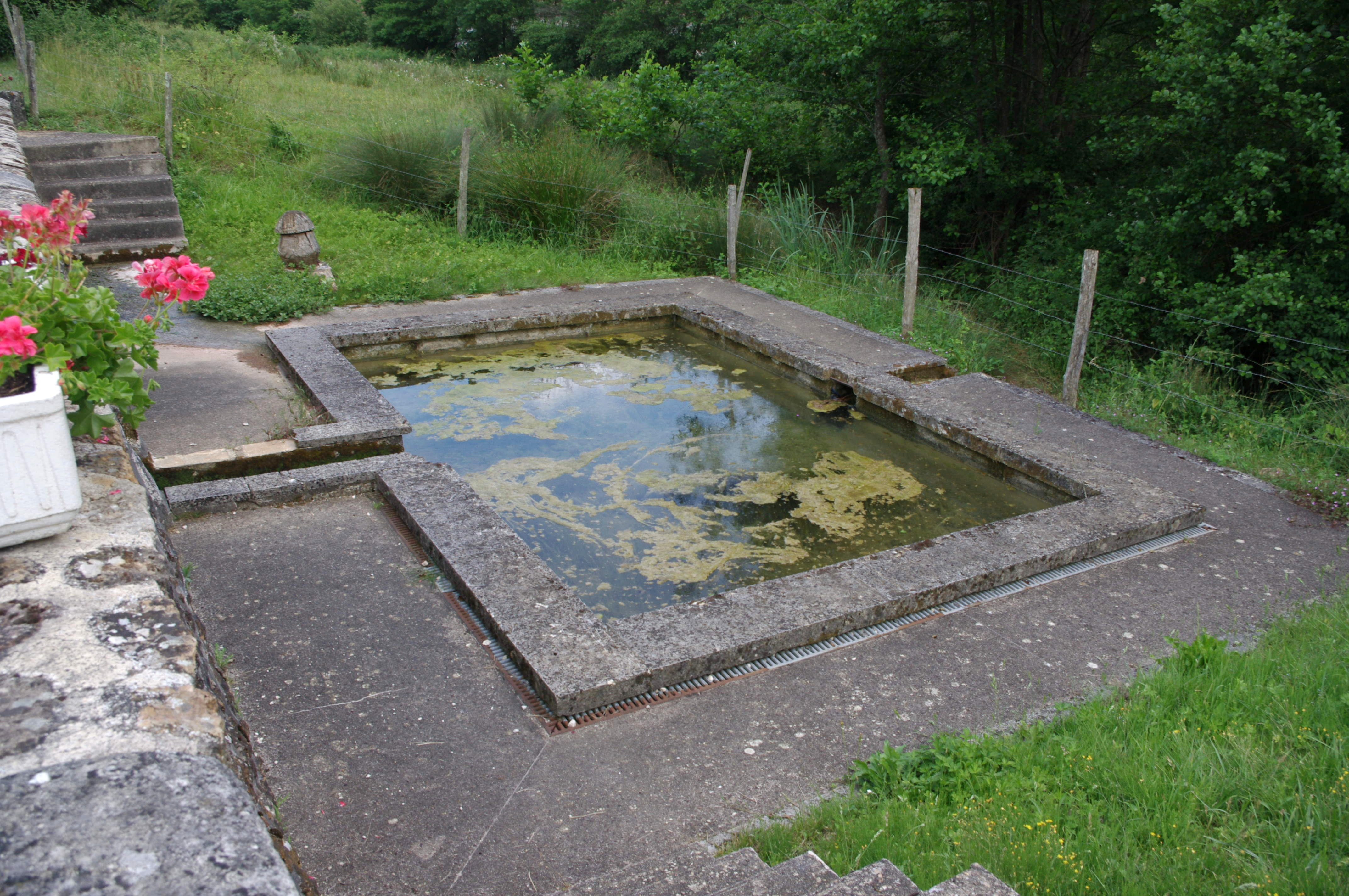
ehemaliger öffentlicher Waschplatz und Viehtränke
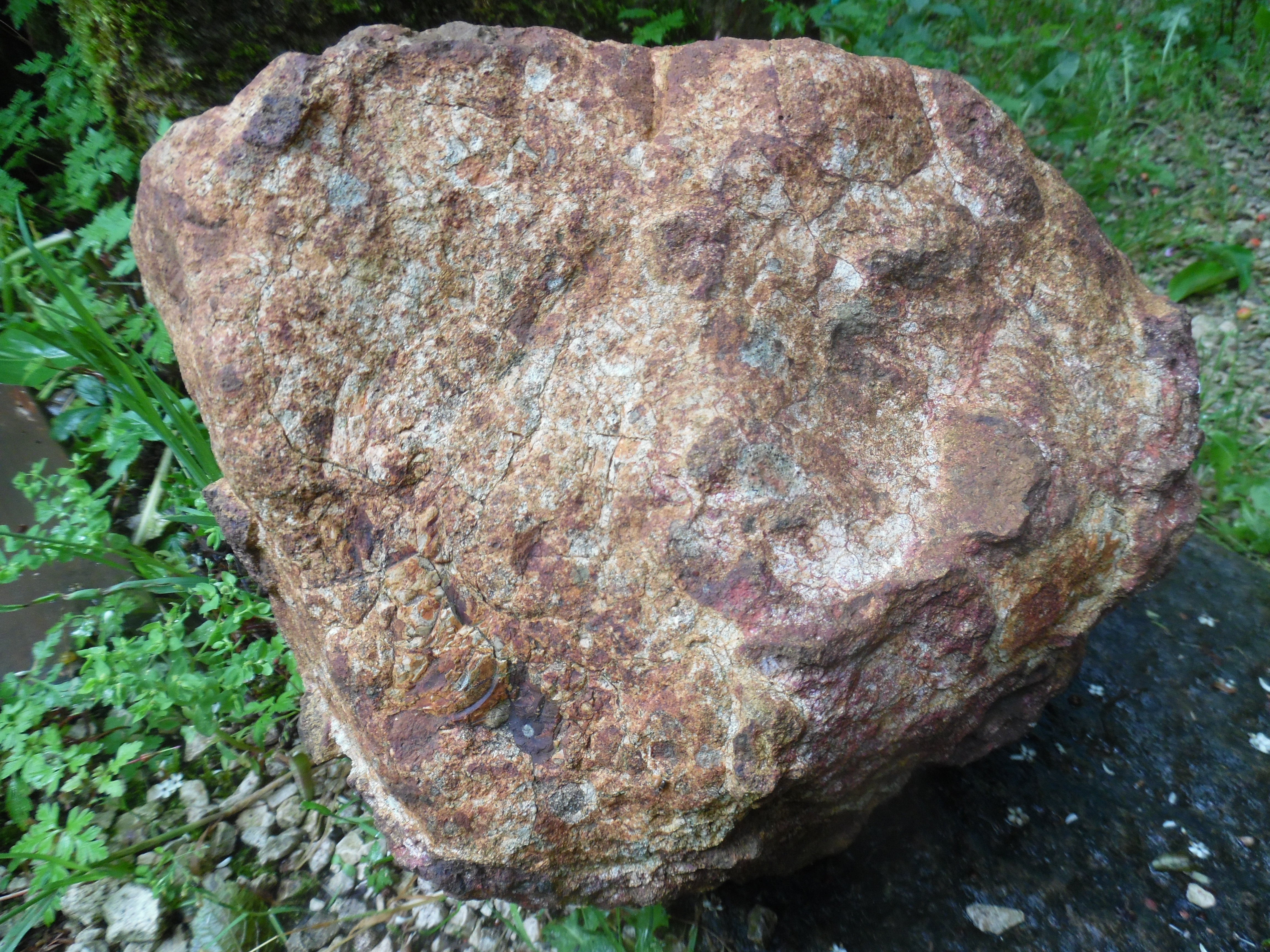
Eisenreicher Sidérolithique in eozänen/oligozänen tonig-sandigen Seesedimenten, gefunden bei Les Landes (Gemeindegrenze zu Saint-Martial-de-Valette)